# Ajak (település)
Ajak város Szabolcs-Szatmár-Bereg vármegyében, a Kisvárdai járásban.

## Fekvése
A Tiszántúlon, Szabolcs-Szatmár-Bereg megye északi részén fekszik. A település területének mintegy egyharmad része a Rétközhöz, kétharmad része a Nyírséghez tartozik.
Szomszédai: észak felől Kisvárda, kelet felől Anarcs, délkelet felől Gyulaháza, délnyugat felől Nyírtass, nyugat felől Pátroha, északnyugat felől pedig Rétközberencs. A legközelebbi város a 6 kilométerre fekvő Kisvárda.

### Megközelítése
A település területén áthalad a 4-es főút, így az ország távolabbi részei felől ez a legfontosabb közúti megközelítési útvonala. Lakott területeit azonban a főút szinte egyáltalán nem érinti, azok között csak a 4145-ös út, illetve az abból kiágazó 41 104-es számú mellékút húzódik végig. Zsákfalunak számító északnyugati szomszédjával, Rétközberenccsel a 38 139-es számú mellékút köti össze.
A hazai vasútvonalak közül a (Budapest–)Budapest–Záhony-vasútvonal érinti, amelynek egy megállási pontja van itt. Ajak megállóhely a belterület északnyugati szélén helyezkedik el, közúti elérését a 4145-ös útból kiágazó 38 325-ös számú mellékút teszi lehetővé.

## Története

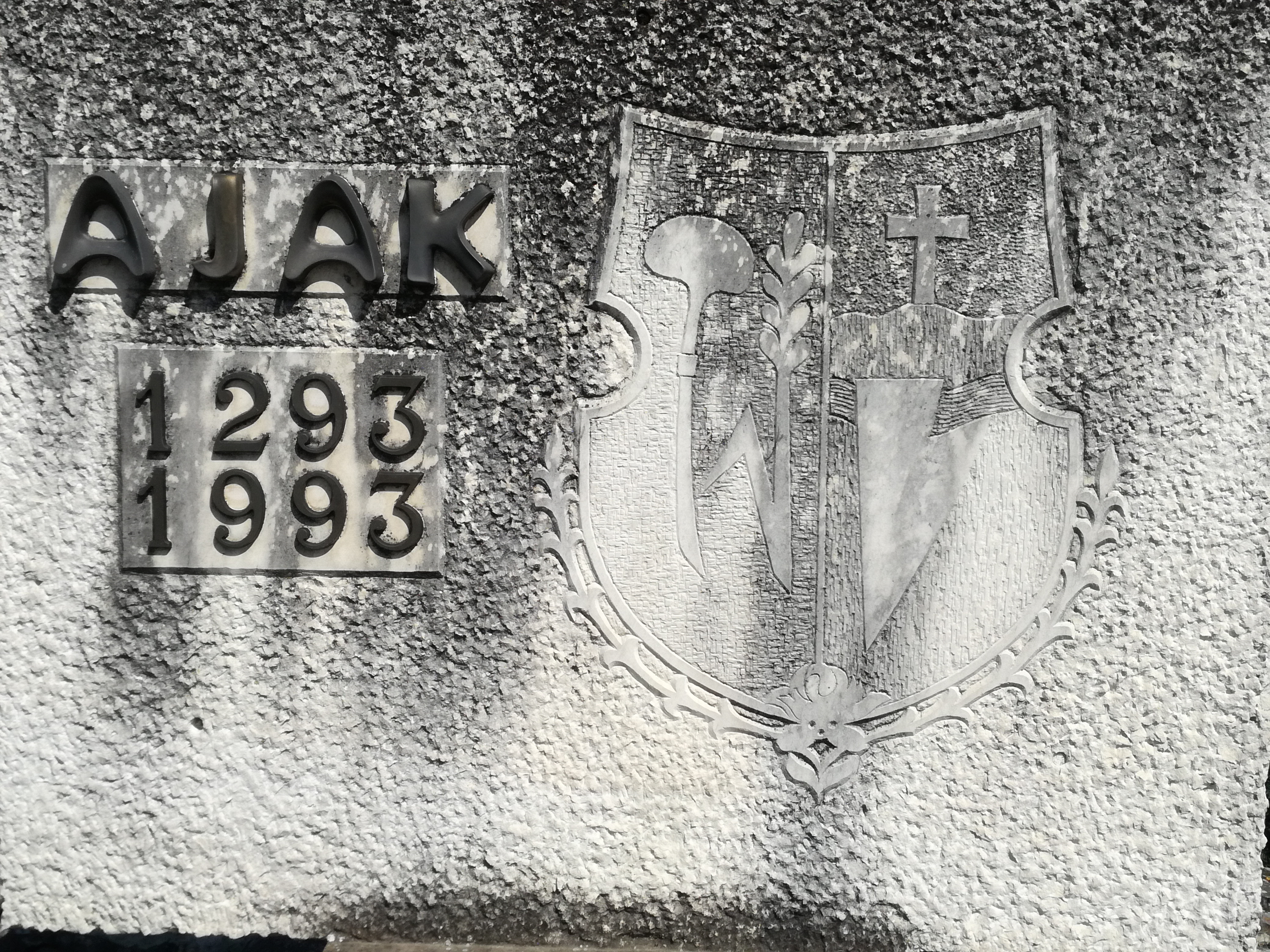
Emlékkő

Az egyik legrégibb szabolcsi település. Családnévből származó nevének első, 1270-ből fennmaradt írásos alakja Ayac. IV. Béla és V. István királyi adományaként kunok telepedtek ide, akik fokozatosan beolvadtak a magyarságba. 
A török hódoltság idején szinte teljesen elnéptelenedett. 
A 18. században szlovákokat, majd Heves megyéből magyarokat telepítettek be, akik a falu egy-egy különálló részét foglalták el. Így 4 falurész alakult ki: Nagyajak (Magyarvég), Faluderék, Kisajak és Tótvég.
A hevesi betelepülők magukkal hozták a dohánytermesztés mesterségét.
A 19. században kétszer is (1831, 1873) kolerajárvány pusztított a faluban.
A közigazgatási és igazságügyi miniszter javaslatára 2013. július 15-én városi címet kapott.

## Népesség
A település népességének változása:
| Lakosok száma | 3785 | 3769 | 3730 | 3394 | 3301 | 3272 | 3237 |
|               | 2013 | 2014 | 2015 | 2021 | 2022 | 2023 | 2024 |

2001-ben a település lakosságának 98%-a magyar, 2%-a cigány nemzetiségűnek vallotta magát.
A 2011-es népszámlálás során a lakosok 89,9%-a magyarnak, 1,6% cigánynak mondta magát (10,1% nem nyilatkozott; a kettős identitások miatt a végösszeg nagyobb lehet 100%-nál). A vallási megoszlás a következő volt: római katolikus 55,4%, református 10,6%, görögkatolikus 20,8%, felekezeten kívüli 0,6% (12,2% nem válaszolt).
2022-ben a lakosság 93,3%-a vallotta magát magyarnak, 0,9% cigánynak, 0,2% ukránnak, 0,2% németnek, 2,1% egyéb, nem hazai nemzetiségűnek (6,6% nem nyilatkozott; a kettős identitások miatt a végösszeg nagyobb lehet 100%-nál). Vallásuk szerint 44,1% volt római katolikus, 16,8% görög katolikus, 12,6% református, 0,3% egyéb keresztény, 1,3% felekezeten kívüli (24,4% nem válaszolt).

## Hagyományok
A település híres népviseletéről. Régen már a gyermek születésétől kezdődően megvoltak a szigorú, a gyermek 4 éves koráig nemtől független szabályok az öltözködést illetően. Ezután természetesen nemenként és korosztályonként változtak; a ruha színe egyre sötétebb lett. Ötven év felett már csak feketében jártak az emberek.
Sajátos ruhaviselési szokás alakult ki a faluban: a nők a hónap négy vasárnapján más-más színű, egyedi szabású ruhát hordtak. Ez alól csak május és október hónapok voltak a kivételek (vallási okokból). Ez a szokás még az 1960-as években is megvolt. Azonban az ajaki ruhát csak a településen belül hordták. Ha elutaztak valahová, akkor azt ún. idegenes ruhában tették.
A vasárnapi mise „kötelező” volt. A háziasszonyok és a kisgyermekek kora reggel, a fiatalok és a férfiak 10 óra körül indultak egész utcát betöltő menetükkel a templomba.
Hagyományai voltak-vannak a faluban a szövésnek is: az ún. retkes, rózsás, szegfűs. csillagos és dült rózsás minták terjedtek el, a fehér vászonkendőbe piros, zöld és kék színű mintákat szőttek. Az ünnepi kendőt (kakasos és kelyhes minta váltakozva) csak kevesen tudták elkészíteni, generációnként egy-két ember a faluban.
Ma a hagyományőrzésről az óvoda, az iskola, illetve a citera- és néptánccsoportok gondoskodnak.

## Nevezetességei
- Református templom (román stílusú, a 13. századból, 18. századi festett famennyezettel)
- Római katolikus templom (késő barokk stílusú)

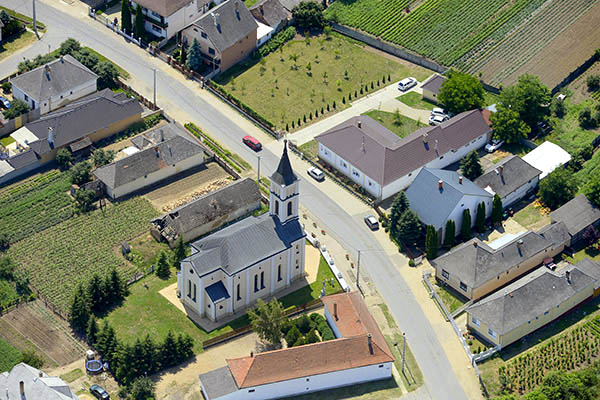
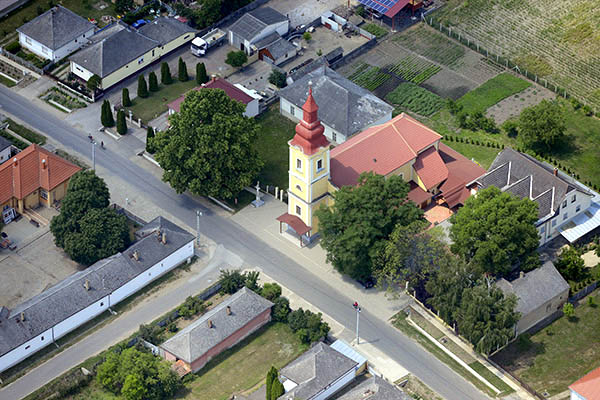
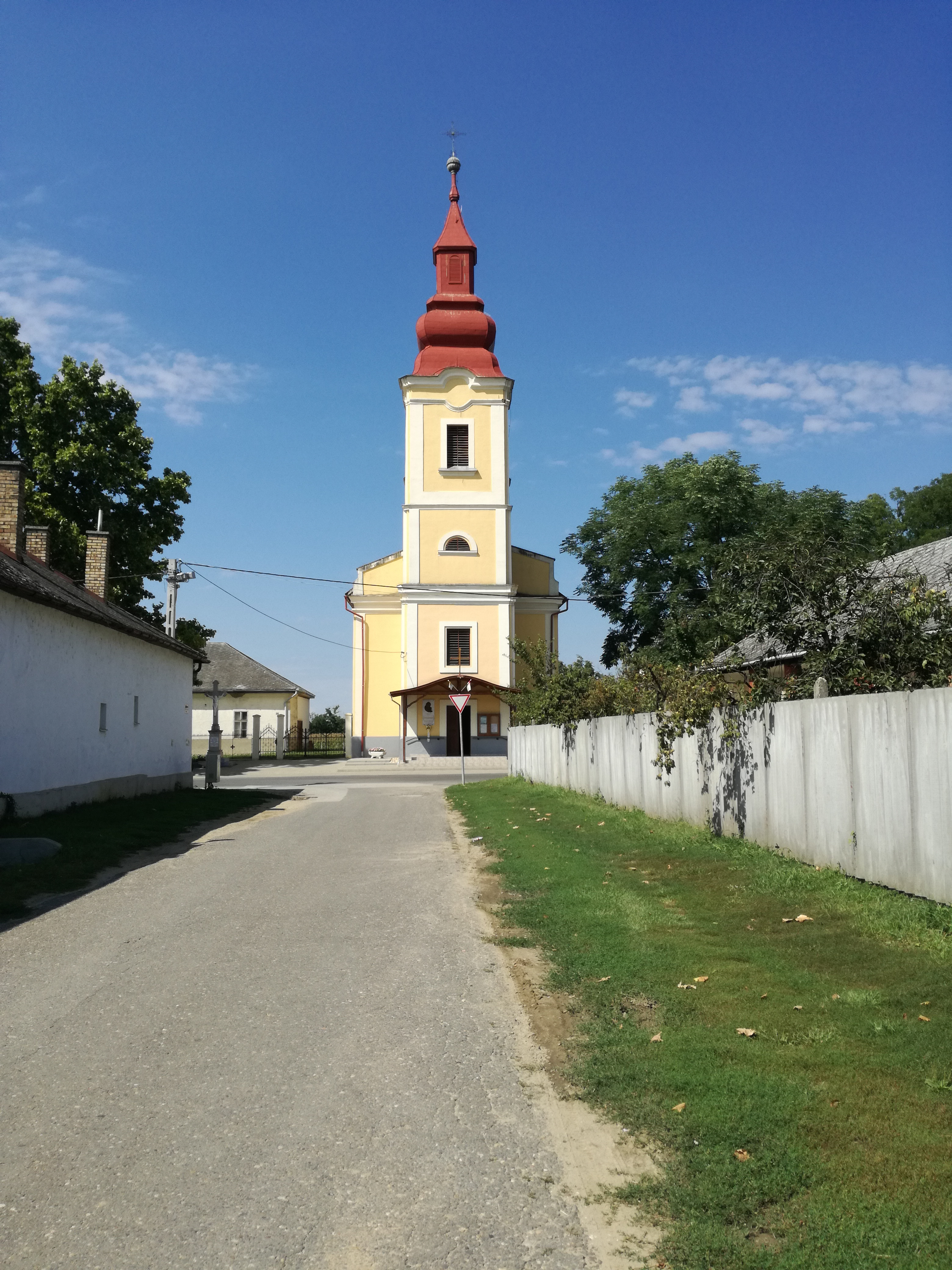

### Emlékművek
- a második világháborúban elesett hősi halottak emlékműve (1989)
- a település 700 éves évfordulójára készült emlékmű (1993)
- Millenniumi emlékmű (2000, hivatalos átadás 2001-ben)

## Közélete

### Polgármesterei
- 1990–1994: Leskovics Béla (KDNP)[8]
- 1994–1998: Leskovics Béla (KDNP)[9]
- 1998–2002: Kovács Pál (független)[10]
- 2002–2006: Kovács Bertalan (Összefogás Megyénkért)[11]
- 2006–2010: Kerekes Miklós (független)[12]
- 2010–2014: Kerekes Miklós (Fidesz-KDNP)[13]
- 2014–2019: Kerekes Miklós (Fidesz-KDNP)[14]
- 2019–2024: Dr. Ragány Adrienn (független)[15]
- 2024- : Dr. Ragány Adrienn (független)[2]

## A településről eddig megjelent művek
- Nyárády Mihály: Az ajaki népviselet
- Muraközi Ágota: Cifrázott pitvarok Ajakon
- Varga Gyula: Az ajaki leánytánc
- Kiss Lajos: A régi Rétköz (ajaki dülők)
- Dr. Ortutay Gyula: Szerelem Ajakon a házaséletig
- Hegedűs Gusztávné: Ajakról, színesen
- Hasulyó Ferenc: Ajakról az Avas tetejére
- Mészáros Attila: "Arra járnak a szép ajaki jányok..."
- Dr. Romhányi István: Szülőfalum Ajak

## Testvértelepülései
- Farkaslaka (Románia)
- Tiszacsernyő (Szlovákia)
- Hyżne (Lengyelország)
- Császlóc (Ukrajna)
- Nagydobrony (Ukrajna)
- Verbiás (Ukrajna)
- Aheloj (Bulgária)